# Caldes d'Estrac
Caldes d'Estrac är en kommun i Spanien.   Den ligger i provinsen Província de Barcelona och regionen Katalonien, i den östra delen av landet, 500 km öster om huvudstaden Madrid. Antalet invånare är 2 773. Arean är 0,90 kvadratkilometer. Caldes d'Estrac gränsar till Arenys de Mar och Sant Vicenç de Montalt. 
Terrängen i Caldes d'Estrac är platt.